# رشيد شرادي
رشيد شرادي من مواليد 19 مارس 1949 هو مدرب كرة قدم جزائري، سبق أن أشرف على تدريب منتخب الجزائر لكرة القدم سنة 2004 لمدة شهرين

## المسيرة الكروية
رشيد شرادي درب في الدوري البوروندي والكونغولي ودوري بوركينا فاسو من 1998 الي 2000.
نجح رشيد شرادي في نيل ألقاب محلية في البطولة البورندية مع فريق فيتال أو، وكانت له تجربة مميزة مع نادي أفريكا سبور الإيفواري حصوله على مركز الوصافة في بطولتي الدوري والكاس ونهائي بطولة كأس إفريقيا أبطال الكؤوس عام 1993 قبل أن يعود إلى الجزائر ليشرف على عدة أندية محلية مثل شبيبة بجاية، مولودية قسنطينة، مولودية باتنة.
خاض تجربة مع المنتخب الوطني كان ضمن الطاقم الفني للخضر كمساعد للروسي روغوف في نهائيات كأس الأمم الإفريقية التي جرت بالمغرب عام 1988 ومساعدا للمدرب رابح سعدان والمدرب البلجيكي روبير واسيج ووصل إلى الدور ربع النهائي من كأس الأمم الإفريقية لعام 2004 التي جرت بتونس وعين منسّقا على مستوى المديرية الفنية للمنتخبات الوطنية.